# Châtillon-en-Dunois
Châtillon-en-Dunois település Franciaországban, Eure-et-Loir megyében. Lakosainak száma 834 fő (2018. január 1.). Châtillon-en-Dunois Unverre és Yèvres községekkel határos.

## Népesség
A település népességének változása:
| Lakosok száma | 967  | 813  | 752  | 739  | 716  | 780  | 819  | 836  | 850  | 834  |
|               | 1968 | 1975 | 1982 | 1990 | 1999 | 2011 | 2013 | 2015 | 2017 | 2018 |